# Montguyon
Montguyon ist eine französische Gemeinde mit 1.636 Einwohnern (Stand 1. Januar 2022) im Département Charente-Maritime in der Region Nouvelle-Aquitaine; sie gehört zum Arrondissement Jonzac und zum Kanton Les Trois Monts.

## Lage
Der Ort liegt am Flüsschen Mouzon, das in den an der südöstlichen Gemeindegrenze verlaufenden Palais einmündet.

## Sehenswürdigkeiten
Siehe auch: Liste der Monuments historiques in Montguyon

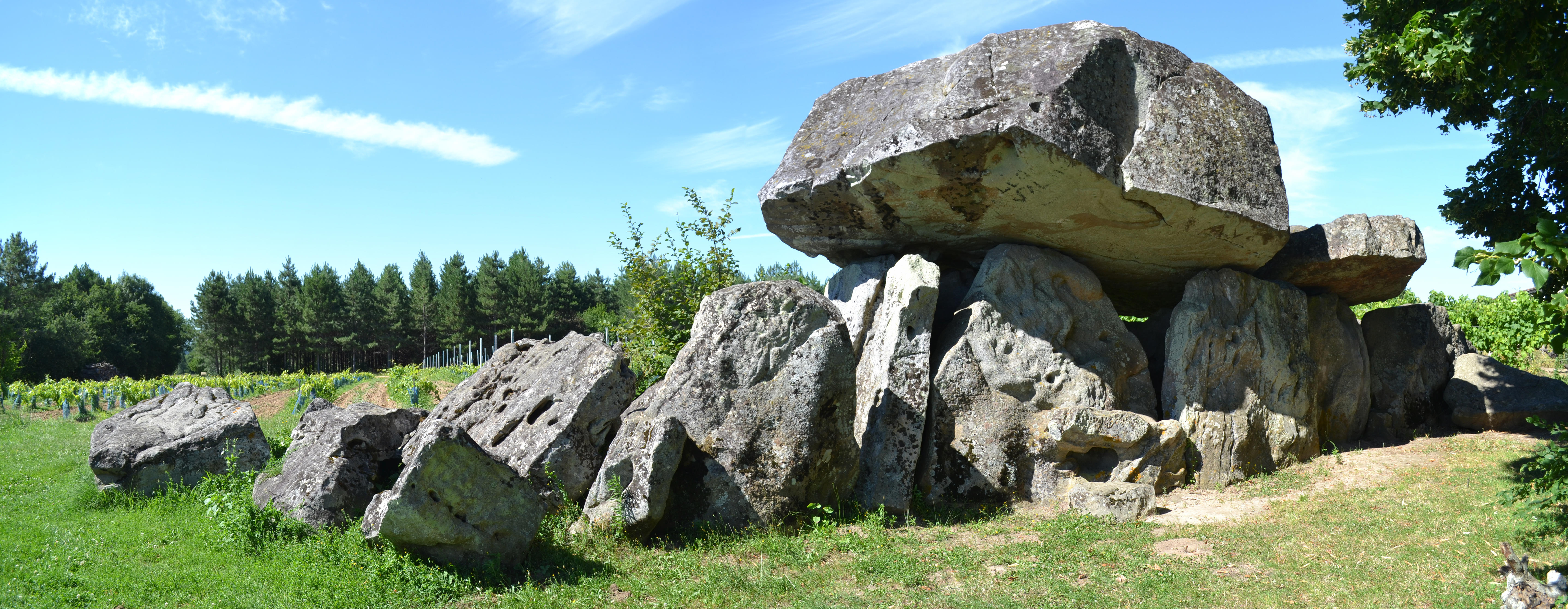
Dolmen von Montguyon

- Ruine der Burg Montguyon aus dem Jahr 1082; die heutige Anlage stammt aus dem 13. Jahrhundert mit Umbauten aus dem 16. Jahrhundert. Sie wurde 1793 niedergebrannt
- Allée couverte de Pierre Folle, eine  etwa 4500 Jahre alte Megalithanlage
- Kirche Saint-Vincent, Monument historique

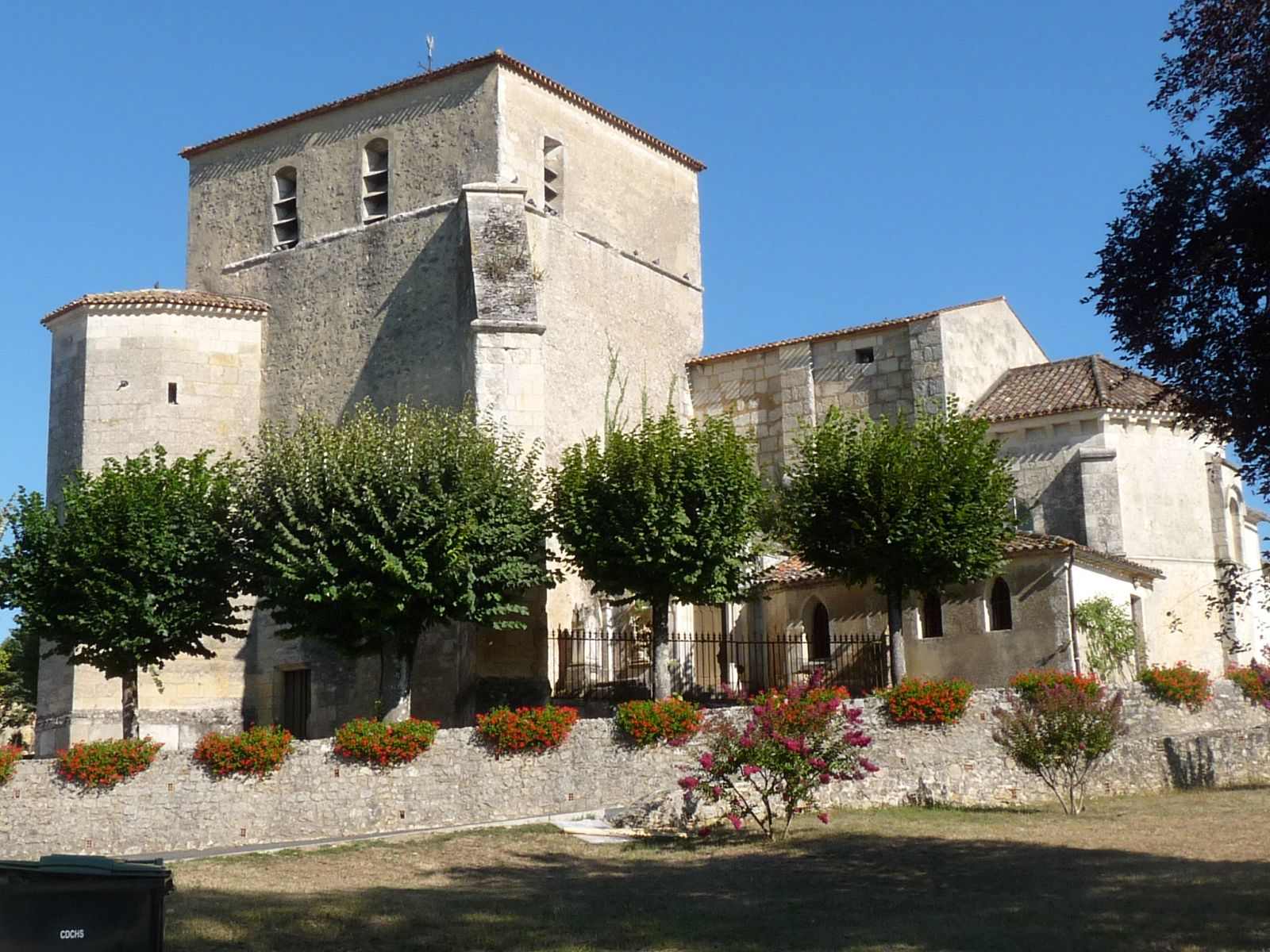
Kirche Saint-Vincent

## Persönlichkeiten
- André-Louis Cholesky (1875–1918), Mathematiker
- Jean-Baptiste Thenard-Dumousseau
- Ivan Peychès (1906–1978), Mitglied der Académie des Sciences

## Bevölkerungsentwicklung
| Jahr                       | 1962 | 1968 | 1975 | 1982 | 1990 | 1999 | 2007 | 2017 |
| Einwohner                  | 1737 | 1841 | 1648 | 1662 | 1647 | 1462 | 1454 | 1576 |
| Quellen: Cassini und INSEE |      |      |      |      |      |      |      |      |